# Bijela
För andra betydelser, se Bijela (olika betydelser).
Bijela (uttalas [bîjɛlaː]; montenegrinsk kyrilliska: Бијела; italienska: La Bianca, San Pietro de Albis) är en kuststad i kommunen Herceg Novi i Montenegro. Staden ligger norr om Herceg Novi, i Verigesundet i Kotorbukten. 2003 hade staden 3 748 invånare.
Påven Sixtus V härstammade från en familj från Bijela-området.